# Estatua de Mihai Eminescu
La Estatua de Mihai Eminescu (en francés: Statue de Mihai Eminescu) es un monumento en el área de Plateau-Mont-Royal de Montreal, en la provincia de Quebec, al este de Canadá.
El monumento a Mihai Eminescu fue realizado por Vasile Gorduzy y se inauguró el 19 de septiembre de 2004. El evento también marcó la celebración de los 100 años de presencia rumana en Canadá y 35 años de relaciones entre Canadá y Rumanía. La estatua se encuentra en la Plaza de la Roumanie (Plaza de Rumania), en un pequeño parque situado entre la rue Sewell, rue Clark, rue St. Cuthbert y la Avenue des Pins.